# 卜蜂國際
卜蜂國際有限公司（CP Pokphand Co. Ltd. ; 港交所除牌前：43）是泰國卜蜂集團旗下一家投資控股公司，在中國大陸管理70多間飼料廠房，是中國的主要飼料生產商之一。公司於1987年在百慕達成立，並自1988年起在香港聯合交易所上市。 
卜蜂國際及其附屬公司於中國大陸被稱為「正大集團」，自中國於1970年代末對外開放起已經於中國投資及經商。時至今日，卜蜂國際在中國最少26個省及直轄市建立了據點。另外和北企集團合營公司，洛阳北方易初摩托车有限公司，主要生產及銷售摩托車產品，其牌子為「大陽」。 
2014年7月24日伊藤忠商事斥資66.2億元入股卜蜂集團旗下卜蜂國際60.18億股股份，相當於公司普通股25%及已發行股本(包括可換股優先股)約23.75%。同時卜蜂集團以10億美元（約77.5億港元）作價，入股伊藤忠商事4.9%的股權。